# Yume Gotō
Yume Gotō (japanisch 後藤 夢 Gotō Yume; * 25. Februar 2000 in Kakogawa) ist eine japanische Leichtathletin, die sich auf den Mittelstreckenlauf spezialisiert hat.

## Sportliche Laufbahn
Erste Erfahrungen bei internationalen Meisterschaften sammelte Yume Goto im Jahr 2023, als sie bei den Hallenasienmeisterschaften in Astana in 4:19,29 min auf Anhieb die Silbermedaille im 1500-Meter-Lauf hinter der Vietnamesin Nguyễn Thị Oanh gewann. Im Juli musste sie sich dann bei den Freiluftmeisterschaften in Bangkok in 4:13,25 min nur ihrer Landsfrau Nozomi Tanaka geschlagen geben. Anschließend schied sie bei den Weltmeisterschaften in Budapest mit 4:10,22 min in der ersten Runde aus. Im Oktober belegte sie bei den Asienspielen in Hangzhou in 4:19,45 min den fünften Platz. Im Jahr darauf schied sie bei den Olympischen Sommerspielen in Paris mit 4:10,40 min in der Hoffnungsrunde aus. 2025 belegte sie bei den Asienmeisterschaften in Gumi in 4:16,52 min den sechsten Platz.

## Persönliche Bestleistungen
- 800 Meter: 2:05,08 min, 6. Juli 2022 in Fukagawa
- 1000 Meter: 2:41,31 min, 15. Oktober 2022 in Kōbe
- 1500 Meter: 4:09,41 min, 6. August 2024 in Paris
  - 1500 Meter: 4:19,29 min, 11. Februar 2023 in Astana
- 3000 Meter: 8:49,65 min, 9. Juli 2022 in Kitami